# US Open 2024
L'Obert dels Estats Units 2024, conegut oficialment com a US Open 2024, és una competició de tennis masculina i femenina disputada sobre pista dura que pertany a la categoria de Grand Slam. La 144a edició del torneig es va celebrar del 26 d'agost a el 8 de setembre de 2024 al complex USTA Billie Jean King National Tennis Center de Flushing Meadows, Nova York, Estats Units.

## Resum
- L'italià Jannik Sinner va guanyar el segon títol de Grand Slam de la temporada i també del seu palmarès, i va esdevenir el primer tennista italià en guanyar aquest torneig en l'Era Open. En la final va derrotar l'estatunidenc Taylor Fritz, que va disputar la seva primera final de Grand Slam, i primer tennista estatunidenc que disputava la final d'aquest torneig des de 2006.[1]

- La belarussa Arina Sabalenka va guanyar el tercer títol individual de Grand Slam del seu palmarès, el segon de la temporada després de l'Open d'Austràlia aconseguit a principis d'any. Aquest va representar setzè títol individual del seu palmarès i va millorar el resultat aconseguit en l'edició anterior on fou finalista. En la final va derrotar l'estatunidenca Jessica Pegula, que disputava la seva primera final de Grand Slam en la modalitat individual.[2]

- La parella australiana formada per Max Purcell i Jordan Thompson van guanyar el primer títol de Grand Slam junts després de derrotar els alemanys Kevin Krawietz i Tim Pütz en la final. Aquest va ser el quart títol de la temporada i la segona final de Grand Slam que disputaven després de la derrota en la final de Wimbledon. Per Purcell va representar el segon títol de Grand Slam en dobles masculins menter que per Thompson fou el primer.[3]

- La parella formada per la ucraïnesa Liudmila Kitxenok i la letona Jeļena Ostapenko van guanyar el primer títol de Grand Slam en dobles femenins alhora que van esdevenir les primeres tennistes dels països respectius en guanyar el US Open de dobles femenins. En la final van derrotar la francesa Kristina Mladenovic i la xinesa Zhang Shuai, que en el cas de la francesa, va ser finalista d'aquest torneig per tercera ocasió.[4]

- La parella italiana formada per Sara Errani i Andrea Vavassori van guanyar el primer títol de Grand Slam en aquesta modalitat. En la final van derrotar els estatunidencs Taylor Townsend i Donald Young, que en el cas de Young va disputar el seu darrer partit professional.[5][6]

## Campions/es

### Elit
| Categoria          | Campions/es                        | Finalistes                      | Resultat      |
| ------------------ | ---------------------------------- | ------------------------------- | ------------- |
| Individual masculí | Jannik Sinner                      | Taylor Fritz                    | 6−3, 6−4, 7−5 |
| Individual femení  | Arina Sabalenka                    | Jessica Pegula                  | 7−5, 7−5      |
| Dobles masculins   | Max Purcell Jordan Thompson        | Kevin Krawietz Tim Pütz         | 6−4, 7−6(4)   |
| Dobles femenins    | Liudmila Kitxenok Jeļena Ostapenko | Kristina Mladenovic Zhang Shuai | 6−4, 6−3      |
| Dobles mixts       | Sara Errani Andrea Vavassori       | Taylor Townsend Donald Young    | 7−6(0), 7−5   |

### Júniors
| Categoria          | Campions/es                       | Finalistes                   | Resultat         |
| ------------------ | --------------------------------- | ---------------------------- | ---------------- |
| Individual masculí | Rafael Jódar                      | Nicolai Budkov Kjær          | 2−6, 6−2, 7−6(1) |
| Individual femení  | Mika Stojsavljevic                | Wakana Sonobe                | 6−4, 6−4         |
| Dobles masculins   | Maxim Mrva Rei Sakamoto           | Denis Peták Flynn Thomas     | 7−5, 7−6(1)      |
| Dobles femenins    | Malak El Allami Emily Sartz-Lunde | Julie Paštiková Julia Stusek | 6−2, 4−6, [10−6] |

## Distribució de punts i premis

### Distribució de punts
| Esdeveniment       | G    | F    | SF  | QF  | Ronda de 16 | Ronda de 32 | Ronda de 64 | Ronda de 128 | Q  | Q3 | Q2 | Q1 |
| Individual masculí | 2000 | 1300 | 800 | 400 | 200         | 100         | 50          | 10           | 30 | 16 | 8  | 0  |
| Dobles masculins   | 2000 | 1200 | 720 | 360 | 180         | 90          | 0           | −            | −  | −  | −  | −  |
| Individual femení  | 2000 | 1300 | 780 | 430 | 240         | 130         | 70          | 10           | 40 | 30 | 20 | 2  |
| Dobles femenins    | 2000 | 1300 | 780 | 430 | 240         | 130         | 10          | −            | −  | −  | −  | −  |

### Distribució de premis
| Esdeveniment | G         | F         | SF        | QF      | Ronda de 16 | Ronda de 32 | Ronda de 64 | Ronda de 128 | Q3     | Q2     | Q1     |
| Individuals  | 3.600.000 | 1.800.000 | 1.000.000 | 530.000 | 325.000     | 215.000     | 140.000     | 100.000      | 52.000 | 38.000 | 25.000 |
| Dobles       | 750.000   | 375.000   | 190.000   | 110.000 | 63.000      | 40.000      | 25.000      | −            | −      | −      | −      |
| Dobles mixts | 200.000   | 100.000   | 50.000    | 27.500  | 16.500      | 10.000      | −           | −            | −      | −      | −      |

- Els premis són en dòlars estatunidencs.
- Els premis de dobles són per equip.